# La Serrota
La Serrota är ett berg i Spanien.   Det ligger i provinsen Provincia de Ávila och regionen Kastilien och Leon, i den centrala delen av landet, 120 km väster om huvudstaden Madrid. Toppen på La Serrota är 2 292 meter över havet.
Terrängen runt La Serrota är huvudsakligen kuperad. Runt La Serrota är det mycket glesbefolkat, med 3 invånare per kvadratkilometer. Närmaste större samhälle är Solosancho, 17,3 km öster om La Serrota. Trakten runt La Serrota består i huvudsak av gräsmarker.